# マニエッティ・マレリ
マニエッティ・マレリ（Magneti Marelli S.p.A.）はかつて存在した、イタリアの自動車部品メーカー。2019年に日本のカルソニックカンセイ株式会社と経営統合し、マレリ株式会社（Magneti Marelli S.p.A.はMarelli Europe S.p.A.）となった。

## 概要
イタリアのミラノに本拠を置く。ドイツのロバート・ボッシュや日本のデンソーと並ぶ電装品（メーター、インフォテイメント、テレマティクス、ボディコンピュータ等）、燃料噴射装置製造の最大手であり、トランスミッション、ECU, ショックアブソーバー、吸排気系部品、照明関連の部品（ヘッドランプ、リアランプ、オルタネーター）なども手がけ、自動運転技術の研究開発にも注力をしている。

## 歴史

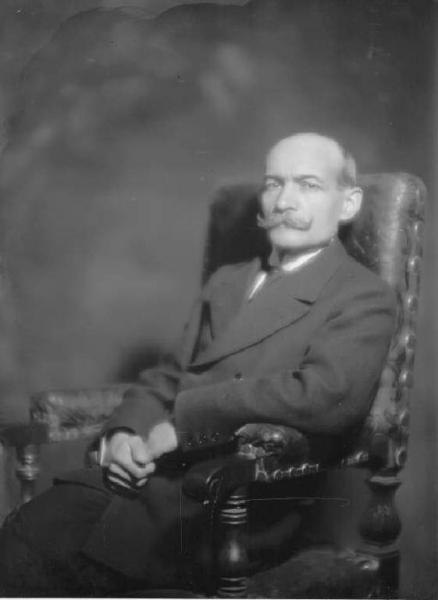
創業者エルコレ・マレッリ

1891年、エルコレ・マレッリがミラノで電気器具と電装部品の開発・製造を担う企業を創業したのを淵源とする。扇風機の国産化で成功し1900年に株式会社となるも、第一次世界大戦で航空機向けの電装部品製造部門が成長。大戦終結後の1919年に航空機向け電装部品製造部門を独立させ、フィアットからの出資も仰いで合弁会社マニェーティ・マレッリ（Magneti Marelli）をミラノ県のセスト・サン・ジョヴァンニに設立。マレッリ自身は社長・技術責任者および販売責任者の役割を担った。
マレッリの死後、1928年にイタリアの株式に上場。鉄道車輌や自動車の電装品も手掛け、1980年代にはディーゼルエンジン用の燃料噴射ポンプを製品化した。1990年代にはコモンレール式燃料噴射装置の開発に着手、1997年にはボッシュと共同で実用化を果たし、アルファロメオ・156JTDに乗用車としては初めてコモンレール式ディーゼルエンジンが搭載された。
1984年、本社をセスト・サン・ジョヴァンニから、同じくミラノ県にあるチニゼッロ・バルサモへ移転。
1986～7年には、グローバルなメガサプライヤを目指し、幾つもの著名な欧州部品メーカーを吸収。一例として、燃料、エンジン制御のウェーバー（Weber）、ソレックス（Solex）、インスツルメントパネル（メーター等）や電子部品のヴェリア・ボルレッティ（Veglia Borletti）、イェーガー（Jaeger）、照明関連部品のカレッロ（Carello）、シエム（Siem）がそれらである。
1991年、本社をチニゼッロ・バルサモから、現在の本社所在地であるミラノ県のコルベッタへ移転。
1998年にセミオートマチックトランスミッションの「セレスピード」を製品化し、アルファロメオ・156に搭載。その後、フェラーリの「F1マチック」、マセラティの「カンビオコルサ」など、フィアットグループの各メーカーにもセミATを供給している。
1999年、ロバート・ボッシュとの合弁で自動車用照明部品（ヘッドランプ、リアランプ等）を開発、製造、販売する企業「K2ライティングテクノロジー(K2 Lighting Technology)」を設立。
2001年、K2ライティングテクノロジーのボッシュのシェアを取得し、100%傘下に収める。社名を「オートモーティブライティング（Automotive Lighting）」へ変更。 
2018年10月、当時の親会社だったフィアット・クライスラー・オートモービルズ（FCA）が、保有する全株式を投資会社KKRの買収目的会社であるCKホールディングス（現マレリホールディングス）に売却することを発表した。（買収総額は62億ユーロ。）経営統合が完了すると世界7位の独立系自動車部品メーカーとなる。
2019年5月、既にKKRにより買収されていたカルソニックカンセイと統合されマレリとなった。

## レース活動

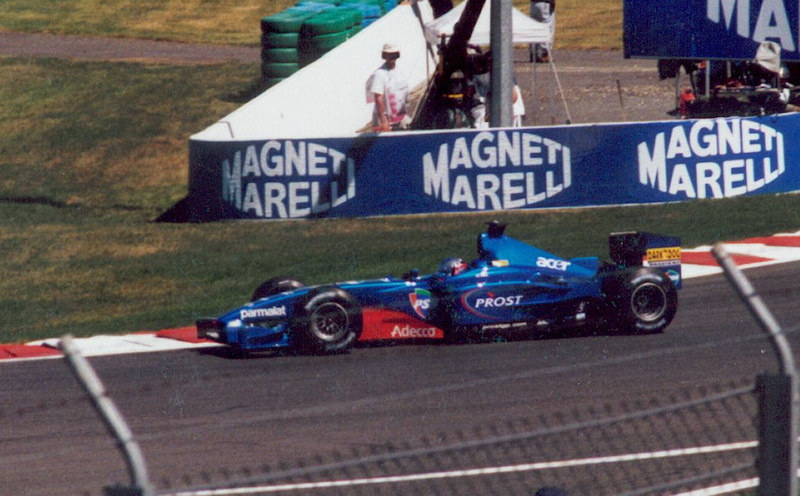
サーキットの広告

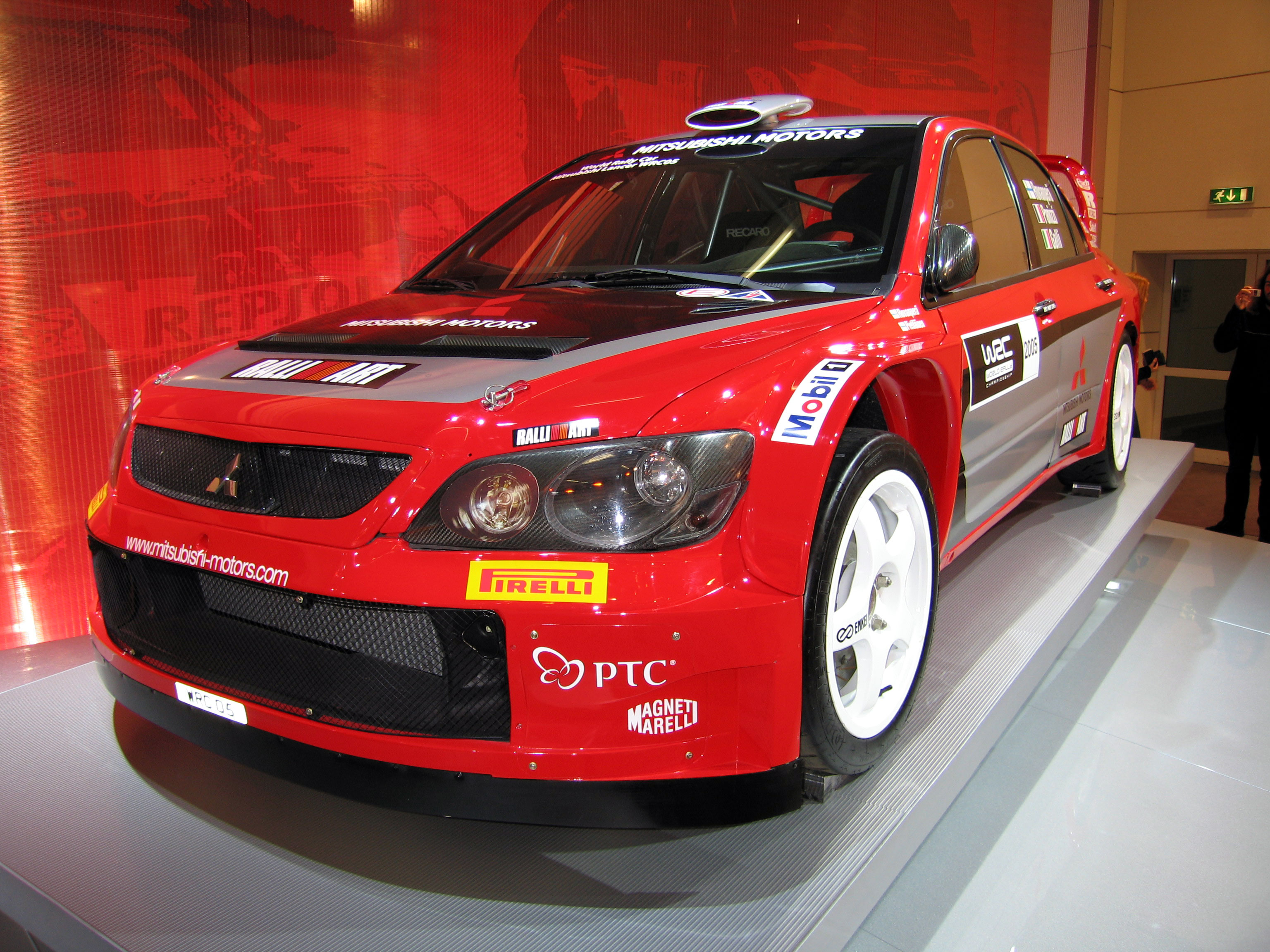
2006年のWRCに参戦した三菱・ランサー

### F1
2007年シーズンはエンジンの点火装置と燃料噴射装置、ECUをスクーデリア・フェラーリ、ルノーF1、BMWザウバー、トヨタF1、レッドブル・レーシング、スクーデリア・トロ・ロッソ、スパイカーF1に供給を行っている。また、トヨタにはステアリングの計器板も供給している。
2008年シーズンからはマイクロソフトが全チームに標準ECUを供給するため、マニェーティマレッリはエンジン関連の部品のみを供給することとなる。

### その他
ロードレース世界選手権（MotoGP）のドゥカティにテレメトリシステムを、ヤマハにECUや燃料噴射装置を供給するほか、世界ラリー選手権 (WRC) のプジョー、シトロエン、三菱自動車のエンジンを使用するチームにECUや燃料噴射装置の供給を行っている。2019年からはMotoGPのMoto2クラスで使われるトライアンフ製エンジンに対し共通ECUを供給する。